# Shinichi Sato
Shinichi Sato (født 14. september 1975) er en tidligere japansk fodboldspiller.
Han har spillet for flere forskellige klubber i sin karriere, herunder Cerezo Osaka og Sagan Tosu.